# Lijst van voetbalinterlands Brunei - Maleisië
Deze lijst van voetbalinterlands is een overzicht van alle officiële voetbalinterlands tussen de nationale teams van Brunei en Maleisië. De landen hebben tot nu toe elf keer tegen elkaar gespeeld. De eerste ontmoeting, een kwalificatiewedstrijd voor de Azië Cup 1972, vond plaats in Bangkok (Thailand) op 22 mei 1971. Het laatste duel, een vriendschappelijke wedstrijd, werd gespeeld op 27 mei 2022 in Kuala Lumpur.

## Wedstrijden
| №  | Plaats              | Datum             | Competitie                      | Wedstrijd         | Uitslag |
| -- | ------------------- | ----------------- | ------------------------------- | ----------------- | ------- |
| 1  | Bangkok             | 22 mei 1971       | Azië Cup 1972 kwalificatie      | Maleisië − Brunei | 8 − 0   |
| 2  | Kuala Lumpur        | 23 november 1977  | Zuidoost-Aziatische Spelen 1977 | Maleisië − Brunei | 7 − 0   |
| 3  | Singapore           | 10 oktober 1982   | Vriendschappelijk               | Brunei − Maleisië | 0 − 4   |
| 4  | Singapore           | 5 juni 1983       | Zuidoost-Aziatische Spelen 1983 | Brunei − Maleisië | 0 − 5   |
| 5  | Singapore           | 13 oktober 1985   | Vriendschappelijk               | Brunei − Maleisië | 0 − 4   |
| 6  | Kuala Lumpur        | 23 augustus 1989  | Zuidoost-Aziatische Spelen 1989 | Maleisië − Brunei | 2 − 1   |
| 7  | Singapore           | 9 juni 1993       | Zuidoost-Aziatische Spelen 1993 | Brunei − Maleisië | 1 − 3   |
| 8  | Singapore           | 10 september 1996 | Vriendschappelijk               | Brunei − Maleisië | 0 − 6   |
| 9  | Bandar Seri Begawan | 6 augustus 1999   | Zuidoost-Aziatische Spelen 1999 | Brunei − Maleisië | 0 − 2   |
| 10 | Kuala Lumpur        | 2 september 2001  | Zuidoost-Aziatische Spelen 2001 | Maleisië − Brunei | 5 − 0   |
| 11 | Kuala Lumpur        | 27 mei 2022       | Vriendschappelijk               | Maleisië − Brunei | 4 − 0   |

## Samenvatting
| Competitie                 | Totaal gespeeld | Winst Brunei | Gelijk | Winst Maleisië | Doelsaldo Brunei – Maleisië |
| -------------------------- | --------------- | ------------ | ------ | -------------- | --------------------------- |
| Azië Cup-kwalificatie      | 1               | 0            | 0      | 1              | 0 − 8                       |
| Zuidoost-Aziatische Spelen | 6               | 0            | 0      | 6              | 2 − 24                      |
| Vriendschappelijk          | 4               | 0            | 0      | 4              | 0 − 18                      |
| Totaal                     | 11              | 0            | 0      | 11             | 2 − 50                      |

Wedstrijden bepaald door strafschoppen worden, in lijn met de FIFA, als een gelijkspel gerekend.
NFABD
Bermuda ·
Bhutan ·
Cambodja ·
China ·
Filipijnen ·
Hongkong ·
India ·
Indonesië ·
Japan ·
Jemen ·
Laos ·
Macau ·
Malediven ·
Maleisië ·
Mongolië ·
Myanmar ·
Nepal ·
Oost-Timor ·
Pakistan ·
Rusland ·
Singapore ·
Sri Lanka ·
Tadzjikistan ·
Taiwan ·
Thailand ·
Vanuatu ·
Verenigde Arabische Emiraten ·
Zuid-Korea
FAM · 
A-internationals · 
Maleisisch vrouwenelftal
Afghanistan ·
Algerije ·
Australië ·
Bahrein ·
Bangladesh ·
Bhutan ·
Bosnië en Herzegovina ·
Brazilië ·
Brunei ·
Cambodja ·
Canada ·
China ·
Engeland ·
Fiji ·
Filipijnen ·
Finland ·
Ghana ·
Hongkong ·
India ·
Indonesië ·
Irak ·
Iran ·
Israël ·
Jamaica ·
Japan ·
Jemen ·
Jordanië ·
Kenia ·
Kirgizië ·
Koeweit ·
Laos ·
Lesotho ·
Libanon ·
Liberia ·
Libië ·
Liechtenstein ·
Macau ·
Malediven ·
Marokko ·
Mongolië ·
Myanmar ·
Nepal ·
Nieuw-Zeeland ·
Noord-Korea ·
Oezbekistan ·
Oman ·
Oost-Timor ·
Pakistan ·
Palestina ·
Papoea-Nieuw-Guinea ·
Qatar ·
Saoedi-Arabië ·
Salomonseilanden ·
Senegal ·
Singapore ·
Sri Lanka ·
Syrië ·
Tadzjikistan ·
Taiwan ·
Thailand ·
Turkije ·
Turkmenistan ·
Uruguay ·
Verenigde Arabische Emiraten ·
Vietnam ·
Zuid-Korea ·
Zuid-Vietnam ·
Zweden